# Dictyotaceae

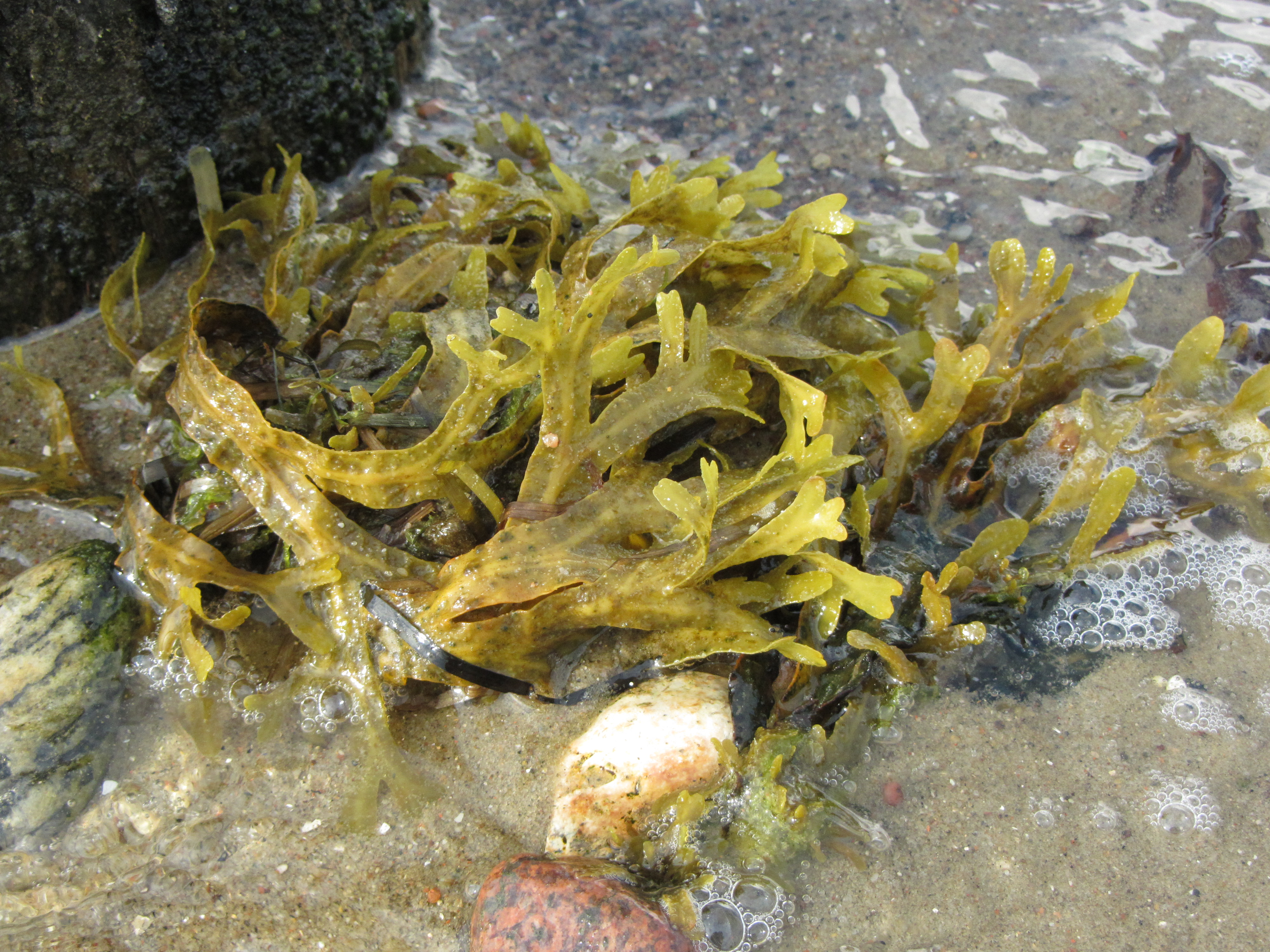
Dictyopteris polypodioides

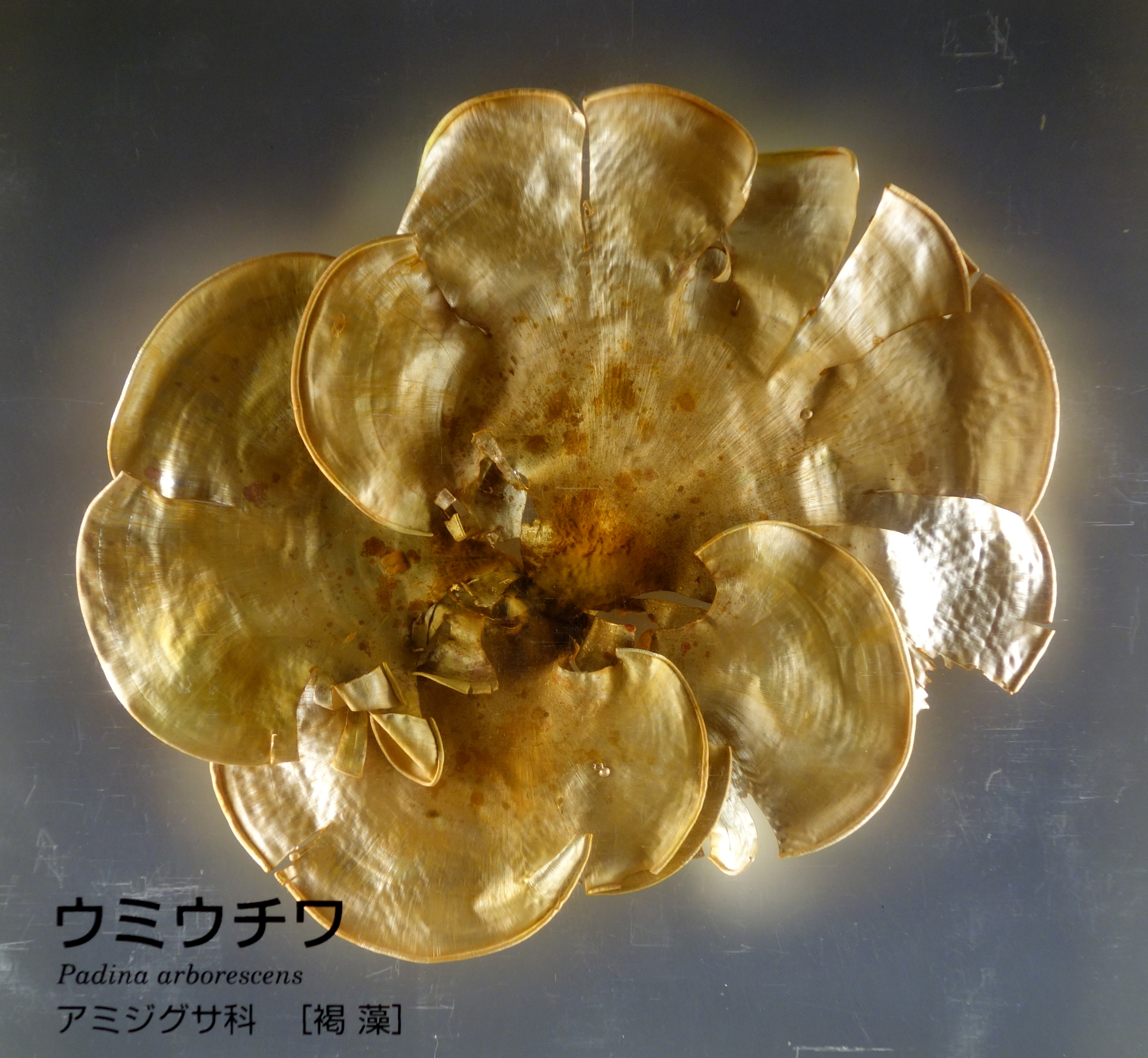
Padina arborescens

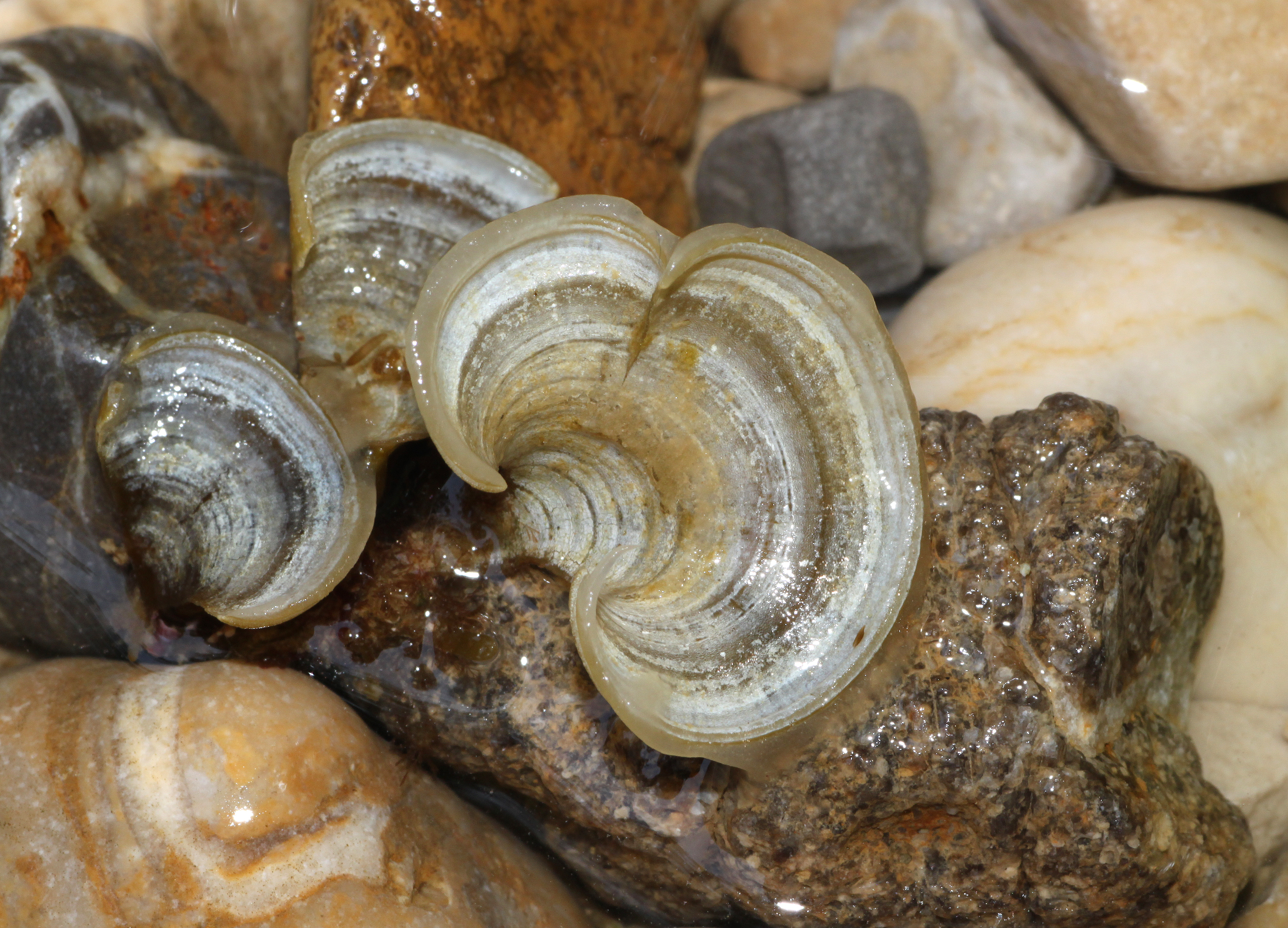
Trichteralge (Padina pavonica)

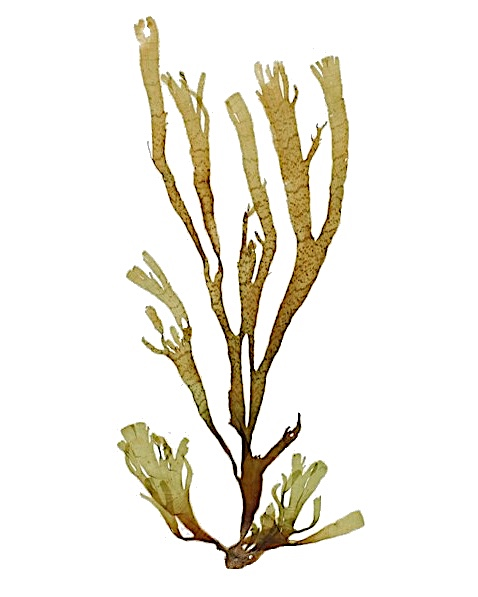
Taonia atomaria

Die Dictyotales sind eine Verwandtschaftsgruppe der Braunalgen, sie enthalten als einzige Familie die Dictyotaceae.

## Beschreibung
Die Dictyotales besitzen einen Gewebethallus. Das Wachstum erfolgt durch eine endständige Scheitelzelle. Von dieser werden nach hinten ständig Zellen abgegliedert, die sich weiter zu einem äußeren, Photosynthese betreibenden Assimilationsgewebe und einem inneren Speichergewebe entwickeln. Wenn sich die Scheitelzelle gelegentlich längs in zwei Tochterzellen teilt, entsteht eine dichotome Gabelung des Thallus. Auch randliches Wachstum kommt vor, beispielsweise bei Padina. Die Zellen enthalten mehrere verstreute scheibenförmige Plastiden ohne Pyrenoid.

## Entwicklungszyklus
Die Dictyotales weisen einen isomorphen Generationswechsel auf, dabei gleichen sich der diploide Sporophyt und der haploide Gametophyt. Der Sporophyt besitzt als Fortpflanzungsorgane einkammerige Sporangien, in denen durch Meiose je vier unbegeißelte Sporen gebildet werden. Nach der Freisetzung keimen die Sporen am Untergrund und wachsen zu männlichen und weiblichen Gametophyten heran. Auf ihnen entstehen im Sommer jeweils die in Gruppen angeordneten Spermatogonien und Oogonien. Zu bestimmten Zeiten – gesteuert durch den Stand von Sonne und Mond – werden die unbeweglichen Eizellen und die Spermatozoiden ins Wasser entlassen. Die Spermien sind birnenförmig und durch eine Geißel mit Flimmerhaaren beweglich, ihre zweite Geißel ist stark reduziert. Nach der Befruchtung entwickelt sich ein neuer Sporophyt.

## Systematik
Die Erstbeschreibung der Familie Dictyotaceae erfolgte 1822 durch Jean Vincent Félix Lamouroux (in: Commentationes botanicae, S. 72 und 101). Darin ist die Familie Scoresbyellaceae Womersley enthalten. Die Dictyotales, damals im Rang einer Ordnung, wurden 1828 durch Jean Baptiste Bory de Saint-Vincent zuerst beschrieben. Beide Taxa gelten inzwischen als synonym.
Die Gruppe umfasst nach Silberfeld et al. (2014) 20 Gattungen mit etwa 244 Arten (Artenzahlen nach AlgaeBASE):
- Dictyotales Bory de Saint-Vincent
  - Familie Dictyotaceae J. V. Lamouroux ex Dumortier (incl. Scoresbyellaceae Womersley)
    - Canistrocarpus de Paula et de Clerck, mit 3 Arten
    - Chlanidophora J. Agardh, mit 2 Arten
    - Dictyopteris J. V. Lamouroux, mit etwa 35 Arten
    - Dictyota J. V. Lamouroux (Syn.: Dilophus J. Agardh, Glossophora J. Agardh, Glossophorella Nizamuddin et Campbell, Pachydictyon J. Agardh), mit etwa 77 Arten, darunter:
      - Gemeine Gabelzunge (Dictyota dichotoma)

    - Dictyotopsis W. Troll, mit der einzigen Art
      - Dictyotopsis propagulifera W. Troll. Sie wird von einigen Autoren in eine eigene Familie Dictyotopsidaceae gestellt, gehört nach molekularbiologischen Untersuchungen aber zu den Dictyotaceae.

    - Distromium Levring, mit 6 Arten
    - Exallosorus J. A. Phillips, mit 2 Arten
    - Herringtonia Kraft, mit der einzigen Art
      - Herringtonia aurata Kraft

    - Homoeostrichus J. Agardh, mit der einzigen Art
      - Homoeostrichus sinclairii (J. D. Hooker & Harvey) J. Agardh

    - Lobophora J. Agardh (Syn.: Pocockiella Papenfuss), mit 10 Arten
    - Lobospira Areschoug, mit der einzigen Art
      - Lobospira bicuspidata Areschoug

    - Newhousia Kraft, G. W. Saunders, I. A. Abbott & Haroun, mit der einzigen Art
      - Newhousia imbricata Kraft, G. W. Saunders, I. A. Abbott & Haroun

    - Padina Adanson (Syn.: Dictyerpa Collins & Harvey, Vaughaniella Børgesen), mit etwa 51 Arten, darunter:
      - Trichteralge (Padina pavonica)

    - Rugulopteryx de Clerck & Coppejans, mit 4 Arten
      - Rugulopteryx okamurae (E.Y.Dawson) I. K. Hwang, W. J. Lee & H. S. Kim

    - Scoresbyella Womersley, mit der einzigen Art
      - Scoresbyella profunda Womersley

    - Spatoglossum Kützing, mit etwa 20 Arten
    - Stoechospermum Kützing, mit der einzigen Art
      - Stoechospermum polypodioides (J. V. Lamouroux) J. Agardh

    - Stypopodium Kützing, mit 6 Arten
    - Taonia J. Agardh, mit 6 Arten
    - Zonaria C. Agardh, mit 13 Arten